# Union des transports publics et ferroviaires
 (décembre 2022).
L'Union des transports publics et ferroviaires (UTP) est le syndicat professionnel regroupant les entreprises de transport public urbain de voyageurs (routier et ferroviaire) en France. Parmi ses adhérents figurent la RATP, la SNCF, Keolis, Transdev ou encore Thalys.

## Ses missions
- Représenter la profession et défendre les intérêts collectifs des entreprises adhérentes.
- Gérer les conventions collectives dont elle a la responsabilité, ou dont elle peut être amenée à avoir la responsabilité.
- Coopération et complémentarité avec les autres entreprises, associations ou organisations professionnelles de la même branche.
- Promouvoir le transport public de voyageurs par tous moyens, notamment par le biais du GIE Objectif transport public qu'elle a créé en 2005 avec le Groupement des autorités responsables de transport (GART).

## Les entreprises
Les entreprises adhérentes à l'UTP sont tenues de respecter certains critères :
- gestion ou exploitation de services de transport de voyageurs urbain en France métropolitaine et dans les DOM/TOM.
- exploitation des transports ferroviaires.

Les entreprises gérant ou exploitant des services de transport public ou ferroviaires, les associations ou encore les regroupements d'entreprises dont la collaboration avec les entreprises adhérentes est souhaitable sont admises après délibération favorable du Conseil d'administration.

## Dirigeants
En 2018, l'UTP est dirigé par Thierry Mallet, PDG de Transdev, qui a succédé à Jean-Pierre Farandou, Président de 2014 à 2017. La fonction de Président de l'UTP de Thierry Mallet s'achève le 17 juin 2021. Il est alors remplacé par Marie-Ange Debon, Présidente du directoire du groupe Keolis,  pour un mandat de deux ans. 